# Hugh Newell

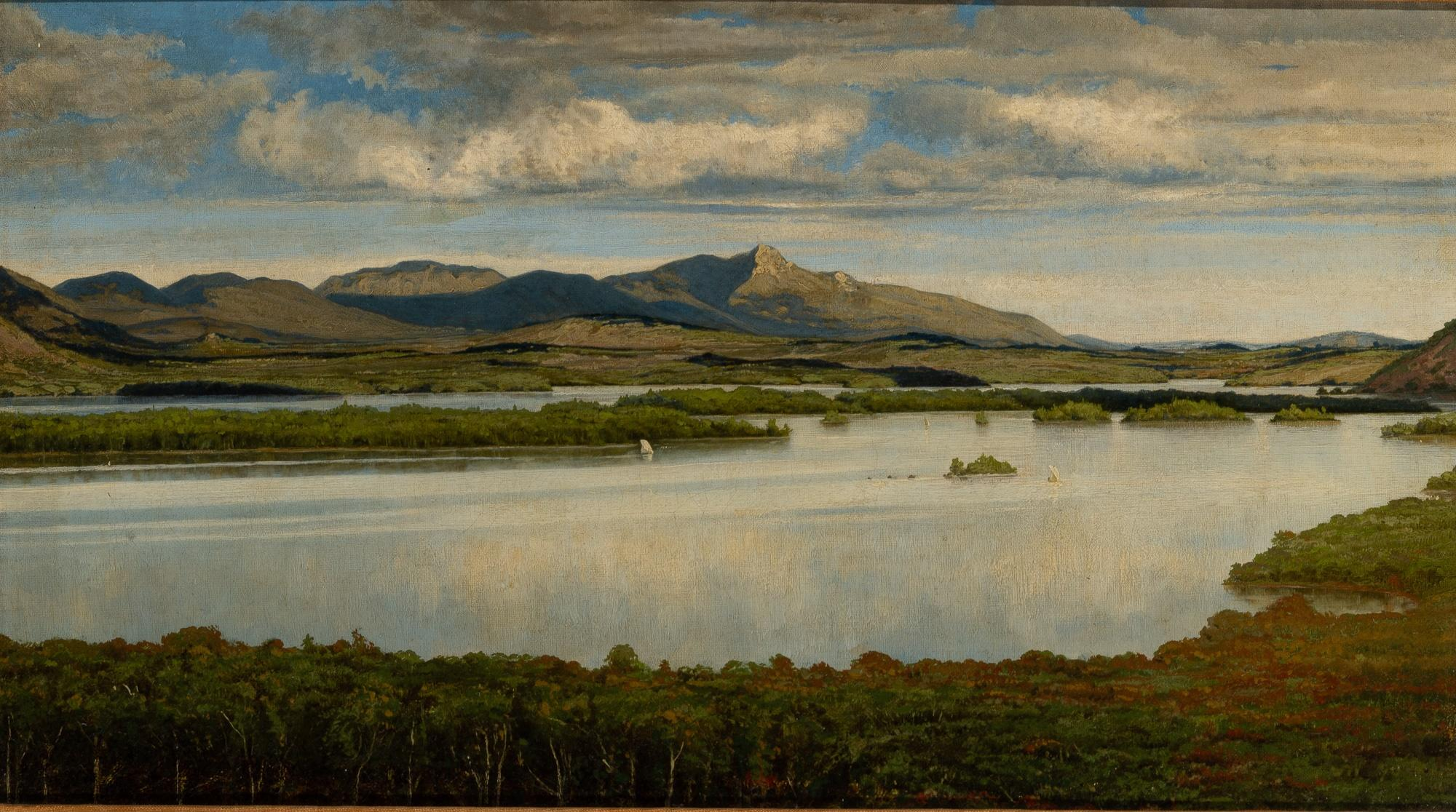
Hugh Newell: View of Mt. Chocorua, NH

Hugh Newell (* 4. Oktober 1830 in Belfast, Irland; † 1915 in Bloomfield, New Jersey) war ein irisch-amerikanischer Maler, bekannt für seine Genre-, Stillleben- und Landschaftsmalerei.

## Leben
Hugh Newell wurde 1830 im irischen Belfast geboren. Als Mitglied der irischen Malerschule ist er für seine Genremalerei bekannt. Er studierte an der Kunstakademie von Antwerpen und setzte seine Studien in Paris bei Thomas Couture und am Royal College of Art in London fort. In seiner Jugend lebte er in Pittsburgh, Pennsylvania, und Baltimore und studierte am Maryland Institute und an der Johns Hopkins University. Er war Mitglied der American Watercolor Society. 1851 ließ Hugh Newell sich in Baltimore nieder und schuf Stillleben, Porträts, Landschaften und Genreszenen, deren Präzision seine umfassende Ausbildung widerspiegelt.

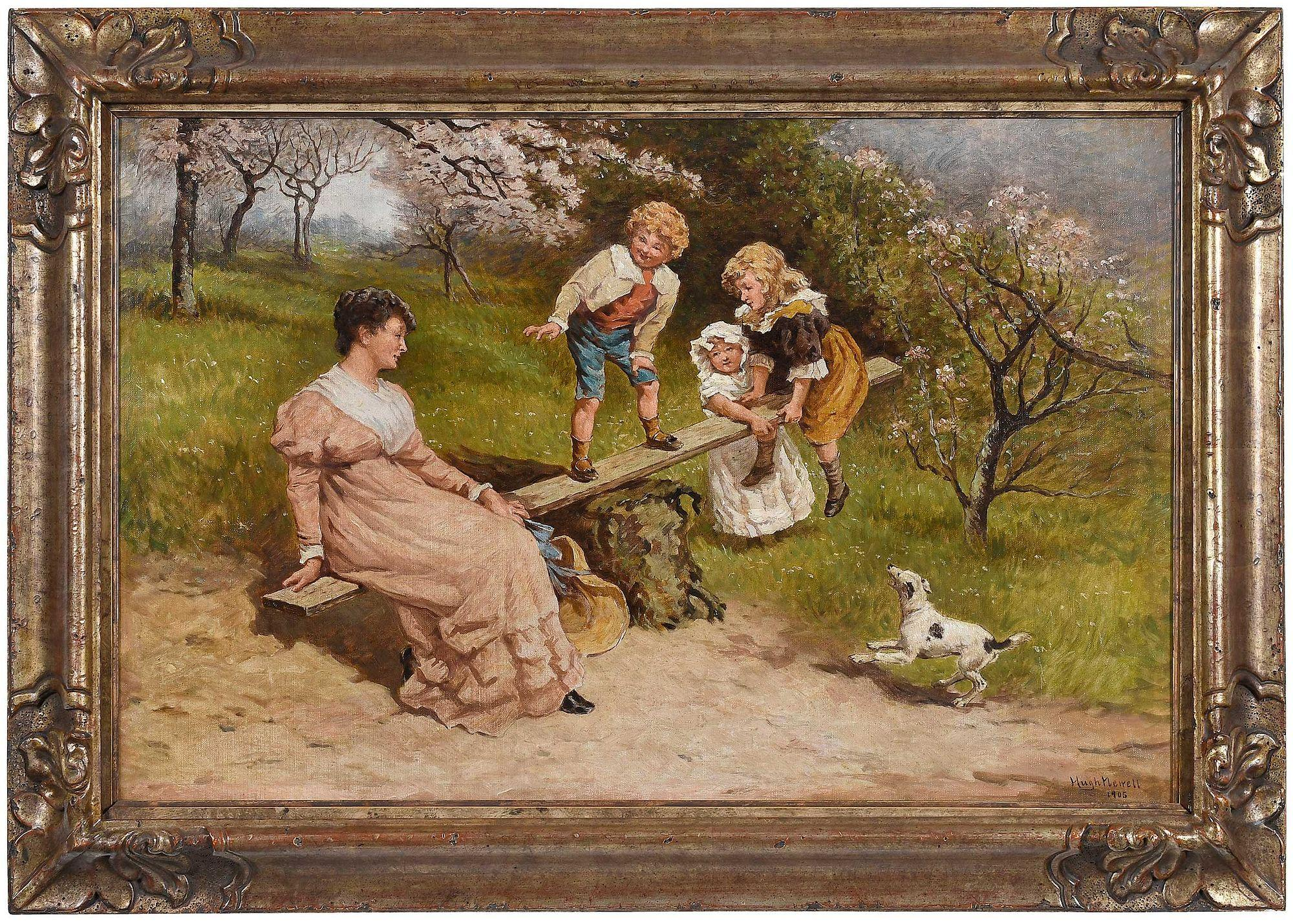
Hugh Newell: Playing on a Teeter Totter, 1905

Hugh Newells helle, naturalistische Werke waren sehr beliebt und er stellte in der American Watercolor Society, der National Academy of Design, der Pennsylvania Academy of the Fine Arts, der Brooklyn Art Association, dem Art Institute of Chicago, dem Boston Art Club und der Washington Art Association aus. Als Direktor der Pittsburgh Women's School of Design, Präsident des Maryland Institute College of Art und Professor für Zeichnen an der Johns Hopkins University war er auch ein bekannter Kunstlehrer. Seine Werke sind heute im Baltimore Museum of Art, im Washington County Museum of Fine Arts, im Shelburne Museum, im Reading Public Museum, in der Maryland Historical Society und im Peabody Institute zu sehen.